# Scharten
Scharten è un comune austriaco di 2 267 abitanti nel distretto di Eferding, in Alta Austria.